# Jean-Baptiste Pitrot
Jean-Baptiste Pitrot (Bordeaux, 22 mei 1729 – Brussel 4 januari 1809), bijgenaamd Pitrot cadet (Pitrot de jongere) om verwarring met zijn oudere broer Antoine Pitrot te vermijden, was een Franse balletdanser en balletmeester. Zijn vader, Barthélemy Pitrot, was een Franse toneelspeler en danser die doorheen de Franse provinciën en de Zuidelijke Nederlanden reisde tijdens de eerste helft van de 18de eeuw.

## Biografie
Pitrot begon zijn loopbaan rond 1748 aan het Comédie Italienne in Parijs. Hij werd bekend om zijn productie van L'Opérateur chinois, een ballet van Jean-Baptiste Dehesse dat vanaf 11 januari 1749 liep. Ook de première van Les Tartares die op 14 augustus 1755 in hetzelfde theater plaatsvond nam Pitrot voor zijn rekening.
De directeurs van de Brusselse Koninklijke Schouwburg, Jean-Nicolas Servandoni en Léopold-Ignace Gourville, verzochten hem in 1756 naar Brussel te reizen om aan hun instelling te werken. In 1758 danste Pitrot ook in Rijsel en was hij mededirecteur van het theater in Gent van 1758 tot 1759, waarna hij terugkeerde naar de Comédie Italienne in 1759. Het jaar daarop kreeg hij de toestemming om voorstelling te organiseren in Luik. In 1761 keerde hij terug naar Rijsel en een jaar later bevond hij zich opnieuw in Gent. Op 7 mei 1762 maakte Pitrot zijn debuut als hoofddanser en balletmeester in Den Haag. Hij kende er zeer veel succes met balletten als Les Chasseurs, Le Vieillard rajeuni, Le Tailleur, Les Tonneliers allemands en Le Brouetteur italien.
Na een lange afwezigheid keerde Pitrot in 1771 terug naar Brussel, waar hij als balletmeester van de Muntschouwburg werd aangesteld door Ignaz Vitzthumb en Louis Compain. Na een volgende periode van afwezigheid keerde hij opnieuw terug naar Brussel om er te trouwen met een meisje dat 31 jaar jonger was dan hij en met wie hij een zoon genaamd Antoine kreeg. Op 4 november 1805 publiceerde hij deze advertentie in L'Oracle:

Pitrot, oud hoofddanser en balletmeester, die over heel Europa deze posities heeft ingevuld, informeert de maîtres en maîtresses de pensions, dat hij sinds een jaar zijn positie als dansmeester heeft heropgenomen; zij die hem nodig hebben, kunnen hem bereiken in de rue des Cailles, n° 729, section 6; hij is vereerd om daar te gaan waar hij gevraagd wordt.

Vanwege zijn leeftijd (hij was namelijk al 76 jaar oud) is de kans klein dat dit soort advertenties succesvol waren. Niet lang na de publicatie ervan stief hij in de Grand Hospice te Brussel.